# Kunama jezik
Kunama jezik (baza, baaza, bazen, baazen, baazayn, baden, baaden, bada, baada, cunama, diila; ISO 639-3: kun), jezik iz Eritreje koji čini posebnu skupinu unutar nilsko-saharske jezične porodice. Njime govore pripadnici istoimene etničke grupe Kunama na zapadu Eritreje uz rijeke Gash i Setit, i nešto u Etiopiji.
107 000 U Eritreji (2001 Johnstone and Mandryk). Postoji nekoliko dijalekata: barka (berka), marda, aimara (aaimasa, aymasa, odasa), tika (tiika, lakatakura-tika), ilit (iliit, iiliit, iilit), bitama (bitaama), sokodasa (sogodas, sogadas), takazze-setiit (setiit, setit), tigray.

## Vanjske poveznice
- Ethnologue (14th)
- Ethnologue (15th)